# Bob Harvey (illustrateur)
Pour les articles homonymes, voir Harvey et Bob Harvey.
Bob Harvey est un auteur et illustrateur de livres pour enfants. En France, il est surtout connu pour avoir illustré des Livres dont vous êtes le héros.

## Ouvrages dont il est l'auteur
Collection Get Inside de Mercury Books (un livre dépliant avec lequel on peut former un cercle), pour les 4-8 ans :
- Get Inside the Sea (2005)  (ISBN 978-1904668930)
- Get Inside the Jungle (2005)  (ISBN 978-1904668947)
- The World of Animal Friends: a Get Inside Book (2006)  (ISBN 978-1904668954)
- Get Inside The African Bush (2006)  (ISBN 978-1904668961)

Livres bilingues anglais-espagnol :
- A journey of hope =: Una jornada de esperanza  (Harcourt Children's Books, 1993)  (ISBN 978-0153021992)

## Ouvrages illustrés

### Défis fantastiques(Fighting Fantasy)
Livres-jeu :
- (11) Le Talisman de la mort (1984)
- (16) Défis sanglants sur l'océan (1985)
- (19) Les Démons des profondeurs (1986)
- (32) Les Esclaves de l'éternité (1988)

Défis fantastiques, le jeu de rôle :
- Out of the Pit (1985)
- Titan - The Fighting Fantasy World (1986)
- The Fighting Fantasy 10th Anniversary Yearbook (1992)

Warlock Magazine
- n°4 (1985)
- n°5 (1985)

### Défis de l'histoire(Adventure Gamebooks)
- Le Trésor des pharaons (1997)

### Les Terres de Légende(Dragon Warriors)
- (1) Le Livre des règles (Dragon Warriors), 1985
- (4) Les Créatures de l'ombre (Out of the Shadows), 1986
- (5) La Puissance des ténèbres (The Power of Darkness), 1986

### Transformers(The Transformers Adventure Game Books)
- (1) La Guerre des robosaures (Dinobot War) (1985)
- (2) Le Danger vient des étoiles (Peril from the Stars) (1986)
- (5) Swamp of the Scorpion
- (6) Desert of Danger

### La Voie du tigre(The Way of the Tiger)
1. La Vengeance du Ninja (Avenger!, 1985)
2. Les Parchemins de Kettsuin (Assassin!, 1985)
3. L'Usurpateur d'Irsmun (Usurper , 1985)
4. Le Grand Maître d'Irsmun (Overlord!, 1986)
5. Les Seigneurs de la Guerre (Warbringer!, 1986)
6. Les Démons du Manmarch (Inferno!, 1987)

### Autres livres-jeu
Collection Starlight Adventures :
- (2) The Riddle of the Runaway